# TENNIS Magazine
TENNIS Magazine är en amerikansk tennistidning, som ges ut i tio nummer per år. 
Den utkommer varje månad med undantag för november/december- och januari/februari-numren. Sedan tio år[tio år sedan nu är inte samma som tio år sedan när artikeln skrevs 2007?] finns även en nättidning, med löpande information kring de största nyheterna inom tennisen.
Tidningen har flera kända namn knutna till sig. Chris Evert är krönikör med sin sida på det första uppslaget ("Chrissie's page"). Många etablerade tränare skriver regelbundet i tidningens instruktionsdel, bland andra Paul Annacone, 
Brad Gilbert samt den tidigare världsettan Tracy Austin.